# 1438
Năm 1438 là một năm trong lịch Julius.